# Nabucco (газопровід)

Газопровід Nabucco

Набукко (англ. Nabucco) — проєктований магістральний газопровід 3,3 тис. км завдовжки в обхід України та Росії з Центральної Азії до країн ЄС, перш за все Австрії й Німеччини. Проєктна потужність — 26—32 млрд кубометрів газу на рік.
Назва газогону походить від опери Джузеппе Верді «Набукко» (від імені царя Навуходоносора II)
Будівництво планувалося завершити до 2012 року. Очікувана вартість проєкту становила $6,2 млрд євро, згодом піднялася до 7,9 млрд євро. Проте на початку травня 2011 стало відомо, що оцінка проєктних інвестицій у газогін Nabucco збільшена до 12—15 млрд євро (18—22 млрд доларів).
Пропускна здатність газопроводу, запуск якого намічений на початок 2015 року, запланована на рівні 31 млрд кубометрів на рік. Деякі партнери, що інвестують в Nabucco, висловилися проти переглянутої розрахункової вартості і наполягають на новій оцінці. Інвестиційне рішення може бути відкладено до 2012 року, враховуючи підвищення вартості і проблеми з пошуком джерел для заповнення труби.
Передбачається, що Nabucco покликаний зменшити залежність Європи від російського газу. Росія працює над альтернативним проєктом — «Південний потік», який передбачає будівництво газопроводу для експорту російського газу в Європу в обхід транзитних країн, суперечки з якими приводили до збоїв поставок до Європи. Вартість «Південного потоку» оцінюється в 15,5 млрд євро.
У консорціумі з будівництва газопроводу беруть участь такі компанії:
- OMV Gas GMBH (Австрія)
- Botas (Туреччина),
- Bulgargaz (Болгарія),
- S.N.T.G.N. Transgaz S.a. (Румунія),
- MOL Natural Gas Transmission Company Ltd. (Угорщина).

Спочатку проєкт газопроводу Nabucco, презентований у 2004 році, передбачав постачання газу з родовищ Ірану в Перській затоці. У 2006 році через конфлікт навколо іранської ядерної програми було вирішено змінити проєкт так, щоб мати можливість постачати газ з Туркменістану, Узбекистану й Азербайджану. Основним конкурентом цього проєкту є WhiteStream.
Головною проблемою проєкту газопроводу є відсутність достатньої кількості газу для наповнення. Туркменістан пов'язаний контрактами з Газпромом і Китаєм, співробітництво з Іраном обмежено через політичні причини, а газу Азербайджану замало для економічно обґрунтованої роботи. В березні 2009 Nabucco був виключений зі списку пріоритетних завдань Євросоюзу, але через кілька днів за наполяганням східноєвропейських країн повернутий до переліку пріоритетних проєктів ЄС.
Після купівлі в 2009 р. двома учасниками консорціуму «Набукко» — австрійською кампанією OMV та угорською MOL частки в газових родовищах північного Іраку Khor Mor і Chemchemal, планується транспортування газу до Європи з іракського Курдистану з допомогою «Набукко». Ці родовища здатні забезпечити 50 % газу необхідного для заповнення газопроводу.
13 липня 2009 в Анкарі лідери Туреччини, Румунії, Болгарії, Угорщини і Австрії підписали угоду про будівництво газопроводу «Набукко».
4 березня 2010 р. Туреччина ратифікувала договір щодо участі в проєкті Nabucco та будівництві газопроводу через свою територію.
28 червня 2013 р. було оголошено, що газопровід Набукко — закритий, а пріоритетним проєктом тепер є Трансадріатичний газопровід.

## Пов'язані новини
- США висловили рішучу підтримку проєкту будівництва газопроводу Nabucco [Архівовано 25 лютого 2008 у Wayback Machine.]